# Джонсон, Омар
Омар Джонсон (род. 1988) — ямайский легкоатлет, который специализируется в беге на 400 метров. Серебряный призёр чемпионата Центральной Америки и Карибского бассейна 2013 года. На чемпионате мира 2013 года выиграл серебряную медаль в эстафете 4×400 метров, а также выступал на дистанции 400 метров, на которой не смог выйти в финал.